# Stefan Zawidzki
Stefan Jerzy Zawidzki (ur. 17 czerwca/30 czerwca 1906 roku w Płocku, zm. 18 sierpnia 1920 roku w Płocku) – harcerz, uczestnik obrony Płocka, odznaczony pośmiertnie Krzyżem Walecznych.

## Życiorys
Jego rodzicami byli Joanna z Więcławskich i jubiler Józef Zawidzki. Rodzina mieszkała w Płocku przy ulicy Tadeusza Kościuszki 4 (wcześniej Warszawska 8).
Był uczniem I Gimnazjum Męskiego im. Władysława Jagiełły w Płocku i członkiem drużyny harcerskiej. W czasie wojny polsko-bolszewickiej wstąpił do Straży Obywatelskiej, ponieważ był zbyt młody, aby przyjęto go do wojska.
Podczas ataku bolszewików na Płock 18 sierpnia 1920 roku pełnił służbę łącznikową. Zginął w pierwszym starciu z wrogiem - kozackim III Korpusem Konnym Gaja Bżyszkiana. Według relacji świadków zginął na Starym Rynku ok. godziny 18.00.
Pochowany został na płockim cmentarzu w rodzinnym grobie Więcławskich.

## Ordery i odznaczenia

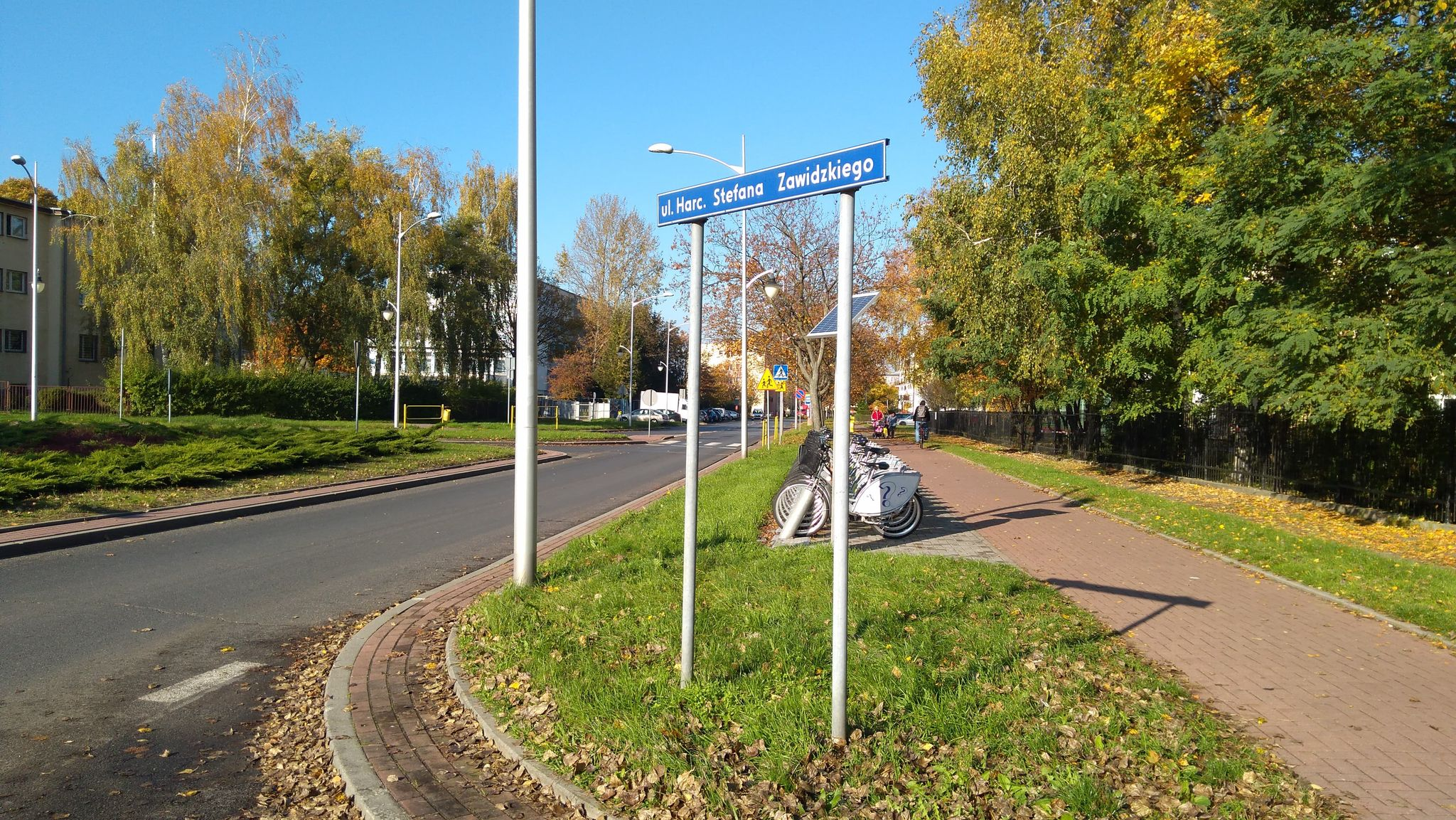
Ulica Stefana Zawidzkiego w Płocku

Otrzymał pośmiertnie Krzyż za Męstwo i Odwagę 206. ochotniczego pułku piechoty.
Rozkazem naczelnego dowództwa WP nr 19  z dnia 14 maja 1921 został pośmiertnie odznaczony Krzyżem Walecznych.
Adam Grzymała-Siedlecki w książce „Cud Wisły” pisał: „Na pierwszym miejscu wśród tych bohaterskich chłopaków niechże zajaśnieje nazwisko Zawidzkiego, kilkunastoletniego dziecka: stanął na barykadach z karabinem w ręku, walczył i zginął”.

## Upamiętnienia
Nazwisko Stefana Zawidzkiego widnieje na tablicy, którą w 1923 roku w Gimnazjum im. Jagiełły uhonorowano pamięć uczniów poległych "na polach walk i w niewoli".  
Uchwałą Rady Miasta Płocka z 23 sierpnia 2005 roku ulicy w Płocku nadano imię hm. Stefana Zawidzkiego. 